# Maria Gugelberg von Moos
Maria Barbara Flandrina von Gugelberg von Moos (1836–1918) fue una botánica, brióloga y renombrada artista floral. Creció en un área de belleza natural que rodea al Salenegg Castillo, desarrollando un interés temprano en historia natural, y más tarde en botánica. Estudió botánica extensamente, y realizó sistemáticas recolecciones y estudiando plantas.
La mayoría de sus trabajos fueron sobre musgos y hepáticas; descubriendo cuarenta y siete especies nuevas para la ciencia en la región Graubünden y otros cantones de Suiza. También trabajó con el botánico Georg Brügger, realizando ilustraciones detalladas de sus híbridos. Algunas de sus ilustraciones, incluyendo Prímula, Sempervivum y Saxifraga, fueron considerados importantes en su tiempo. Gugelberg von Moos fue también la primera mujer nombrada miembro correspondiente del Naturforschende Gesellschaft Graubündens, por sus contribuciones a la botánica.
Falleció en Salenegg Castle el 29 de octubre de 1918 a los ochenta y dos.
- La abreviatura «Gugelb.» se emplea para indicar a Maria Gugelberg von Moos como autoridad en la descripción y clasificación científica de los vegetales.[2]